# ISO 3166-2:SJ

Logótipo da Organização Internacional para Padronização

ISO 3166-2:SJ (alfa-3: SJM, numérico: 744) é a entrada para a designação Svalbard e Jan Mayen na ISO 3166-2, parte do padrão ISO 3166 publicado pela Organização Internacional para Padronização (ISO). O padrão define códigos para nomes de subdivisões principais de todos os países codificados na ISO 3166-1. Svalbard e Jan Mayen não existem como região administrativa, mas consistem em duas partes separadas da Noruega sob jurisdições separadas — Svalbard e Jan Mayen. Uma subdivisão adicional para Svalbard e Jan Mayen ocorre sob a entrada da Noruega, a ISO 3166-2:NO, nomeadamente NO-21 para Svalbard e NO-22 para Jan Mayen.

## Alocação
Svalbard e Jan Mayen constituem duas áreas periféricas da Noruega e não existem como região administrativa, mas consistem em duas partes separadas da Noruega sob jurisdições separadas. Svalbard é um arquipélago no Ártico a meio caminho entre a Noruega continental e o Polo Norte. O grupo de ilhas varia de 74° até 81° norte de latitude, e de 10° até 35° leste de longitude. O Tratado de Svalbard de 1920 reconhece a soberania norueguesa, e a Lei de Svalbard, de 1925, administração estabelecida pelo designado Governador de Svalbard. Jan Mayen é uma ilha vulcânica no Oceano Ártico localizado na fronteira do mar da Noruega e do mar da Groelândia. Desde 1994, a ilha é administrada pelo Governador do Condado de Nordland, com parte da autoridade delegada ao comandante da estação.
A alocação de códigos para Svalbard e Jan Mayen ocorre sob a entrada da Noruega na ISO 3166-2, ISO 3166-2:NO, publicada em 15 de dezembro de 1998. Em virtude do código coletivo ISO 3166-1 (SJ), Svalbard e Jan Mayen foram agrupados e alocados no ccTLD .sj. Tal como acontece com o domínio de topo da Ilha Bouvet .bv, a política proíbe qualquer registro no domínio .sj, forçando as instituições conectadas à Svalbard a usar o domínio da Noruega (.no). Os domínios são gerenciados pela Norid.
Atualmente, não há códigos atribuídos a subdivisões na ISO 3166-2:SJ. Svalbard e Jan Mayen, no entanto, recebem códigos separados na entrada ISO 3166-2 da Noruega, a ISO 3166-2:NO: NO-21 para Svalbard e NO-22 para Jan Mayen. O HASC para Svalbard é SJ.SV e para Jan Mayen é SJ.JM.